# ФК Валансиен
ФК Валансиен (на френски: Valenciennes Football Club) е френски футболен клуб от град Валансиен. Клубът е основан през 1913 година. До сезон 2005-06 се състезава в Лига 2. През 2006 г. след повече от десет годишно прекъсване отборът се завръща в Лига 1 на Франция.

## Успехи
- Лига 2
  - Шампион (2): 1972, 2006
  - Вицешампион 1935, 1937, 1962, 1975, 1992
- Лига 3
  - Шампион (1): 2005.
- Купа на Франция
  - Финалист – 1951

## Известни бивши футболисти
- Хорхе Буручага
- Влодзимеж Любански
- Роже Мила
- Ивица Осим
- Жан Пиер Папен
- Дидие Сикс

## Бивши треньори
- Бруно Метсу